# Wahl zur 22. Bremischen Bürgerschaft

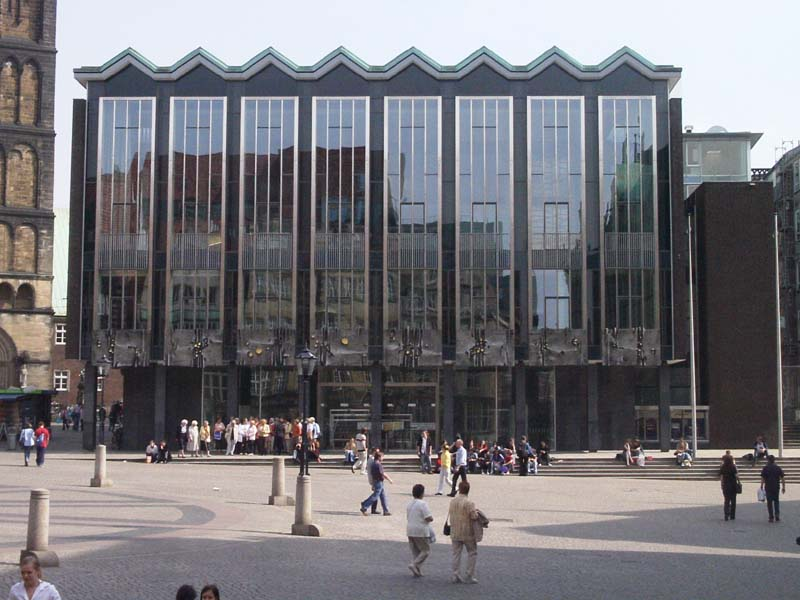
Die Bremische Bürgerschaft

Die Wahl zur 22. Bremischen Bürgerschaft der Freien Hansestadt Bremen findet bei regulärem Ablauf der Wahlperiode voraussichtlich im Frühjahr 2027 statt.
Die im Wahlbereich Bremen abgegebenen Stimmen gelten für die Bremische Bürgerschaft (Landtag) und die Stadtbürgerschaft Bremen. Zudem finden gleichzeitig die Wahlen zur Bremerhavener Stadtverordnetenversammlung und in der Stadt Bremen zu den Beiräten statt.
Die SPD konnte bei der vorherigen Wahl 2023 ihre Wahlniederlage von 2019 zum größeren Teil wettmachen und wurde mit deutlichem Abstand wieder größte Partei, während ihr Koalitionspartner Bündnis 90/Die Grünen starke Verluste hinnehmen musste. Die größten Gewinne erzielte die Wählervereinigung
Bürger in Wut, die davon profitierte, dass die AfD aufgrund innerparteilicher Streitigkeiten nicht zur Wahl zugelassen worden war, und auf über neun Prozent der Wählerstimmen kam. CDU und Linke hielten ihre Ergebnisse, die FDP verlor leicht. Wie schon 2019 waren eine Große Koalition aus SPD und CDU wie auch die Fortsetzung der regierenden Koalition aus SPD, Grünen und Linken möglich.

## Organisation

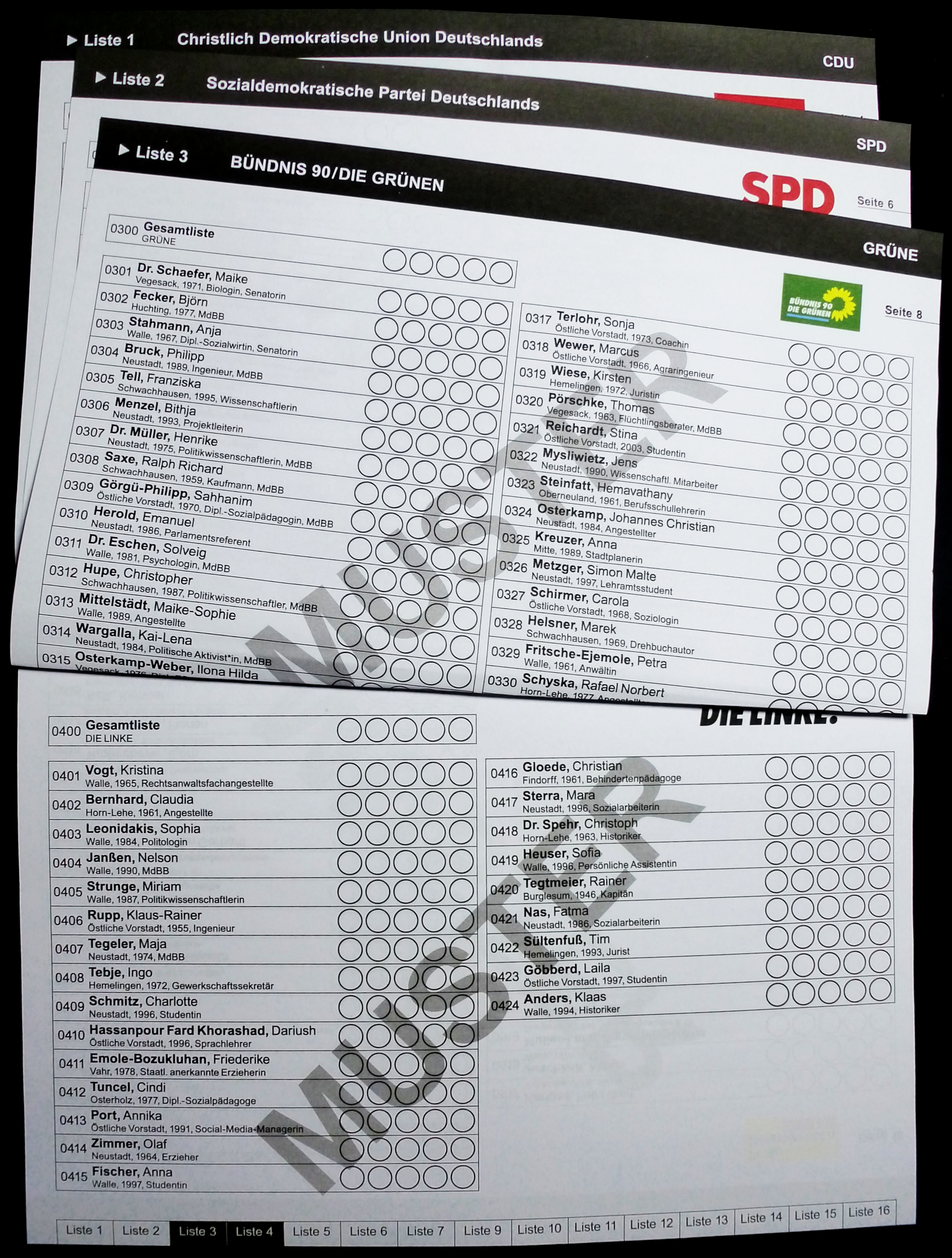
Der „Stimmzettel“ zur Bremischen Bürgerschaft 2023 ist im Wahlbereich Bremen ein DIN-A4-Heft im Querformat mit 20 genutzten Seiten.

### Wahlrecht
Parteien und Wählervereinigungen, die nicht im Deutschen Bundestag oder in der Bürgerschaft aufgrund eigener Wahlvorschläge ununterbrochen seit der letzten Wahl vertreten sind, müssen ihre Beteiligung beim Landeswahlleiter anzeigen und ihre Eigenschaft als Partei oder Wählervereinigung nachweisen. Sie müssen außerdem für ihre Listen Unterstützungsunterschriften von einem Tausendstel der Wahlberechtigten des Wahlbereichs einreichen.
Gemäß Artikel 75 der Landesverfassung der Freien Hansestadt Bremen wird die Bremische Bürgerschaft für eine Dauer von vier Jahren gewählt, zusätzlich muss der Wahltag ein Sonntag oder allgemeiner öffentlicher Ruhetag sein. Das Bremische Wahlgesetz legt zudem fest, dass der Wahltag innerhalb des letzten Monats der laufenden Wahlperiode liegen muss. Da sich die 21. Bremische Bürgerschaft am 29. Juni 2023 konstituierte, kommen für eine reguläre Neuwahl die Sonn- und Feiertage zwischen dem 30. Mai und dem 27. Juni 2027 in Frage.

### Wahlsystem
Die Städte Bremen und Bremerhaven bilden zwei getrennte Wahlbereiche mit verschiedenen Wahllisten und separater Anwendung der Fünf-Prozent-Hürde. Seit 2011 gilt in Bremen ein Wahlsystem, bei dem jeder Wahlberechtigte fünf Stimmen auf Listen bzw. darin enthaltene Bewerber verteilen (kumulieren und panaschieren) kann.
Am 12. Juli 2022 beschloss die Bremische Bürgerschaft eine Änderung des Bremer Wahlgesetzes, um die Anzahl der stadtbremischen Abgeordneten von 69 auf 72 zu erhöhen. Im Wahlbereich Bremerhaven werden weiterhin 15 Abgeordnete gewählt. Die Änderung schafft einen Ausgleich zu der gesunkenen Einwohnerzahl Bremerhavens.

## Umfragen
| Institut          | Datum      | SPD    | CDU    | Grüne  | Linke  | BIW/BD | FDP   | AfD    | Sonst. |
| ----------------- | ---------- | ------ | ------ | ------ | ------ | ------ | ----- | ------ | ------ |
| Infratest dimap   | 28.04.2025 | 25 %   | 22 %   | 14 %   | 13 %   | 3 %    | —     | 15 %   | 8 %    |
| Bundestagswahl    | 23.02.2025 | 23,1 % | 20,5 % | 15,6 % | 14,8 % | 0,3 %  | 3,5 % | 15,1 % | 7,1 %  |
| Europawahl        | 09.06.2024 | 21,5 % | 19,8 % | 16,2 % | 5,8 %  | 0,8 %  | 5,3 % | 10,2 % | 20,4 % |
| Bürgerschaftswahl | 14.05.2023 | 29,8 % | 26,2 % | 11,9 % | 10,9 % | 9,4 %  | 5,1 % | —      | 6,7 %  |